# دي جي بريمير
كريستوفر إدوارد مارتن (Christopher Edward Martin)  ويعرف أكثر باسم شهرته دي جي بريمير (DJ premier)  هو منسق إسطوانات دي جي ومنتج أمريكي ولد في 21 مارس 1966.

## روابط خارجية
- دي جي بريمير على موقع IMDb (الإنجليزية)
- دي جي بريمير على موقع ميوزك برينز (الإنجليزية)
- دي جي بريمير على موقع إن إن دي بي (الإنجليزية)
- دي جي بريمير على موقع أول ميوزيك (الإنجليزية)
- دي جي بريمير على موقع ديسكوغز (الإنجليزية)
- دي جي بريمير على موقع ديسكوغز (الإنجليزية)
- دي جي بريمير على موقع قاعدة بيانات الفيلم (الإنجليزية)